# Ublianská pahorkatina
Ublianská pahorkatina je geomorfologický podcelek Beskydského predhoria. Nachází se východně od Sniny a zabírá téměř celé povodí Ublianky. Nejvyšší vrch Hôrka dosahuje nadmořské výšky 661 m n. m.

## Vymezení
Podcelek zabírá východní část Beskydského predhoria a z východní strany ho vymezuje státní hranice s Ukrajinou. Severním směrem leží Bukovské vrchy s podcelkem Nastaz, severozápadně navazuje Laborecká vrchovina. Západním směrem pokračuje Beskydské predhorie podcelkem Humenské podolie, jižní okraj vymezují Vihorlatské vrchy a jejich podcelky Vihorlat a Popriečny.

## Osídlení
Pahorkatina zabírá téměř celé údolí Ublianky, západní okraj vymezuje údolí Cirochy. Údolí řek a potoků jsou osídlená, ale většinou jde o osady a vesničky s pár desítkami či stovkami obyvateli. Největším sídlem je na západním okraji ležící Stakčín a ve východní části ležící Ubľa.

## Doprava
Územím podcelku vede ze Sniny na ukrajinskou hranici silnice I/74. Od Sobranců do Ubľy vede silnice II/566, která pokračuje do Ruské Volové.